# Phaenopoma milloti
Phaenopoma milloti là một loài nhện trong họ Thomisidae.
Loài này thuộc chi Phaenopoma. Phaenopoma milloti được Carl Friedrich Roewer miêu tả năm 1961.